# Károly Hieronymi

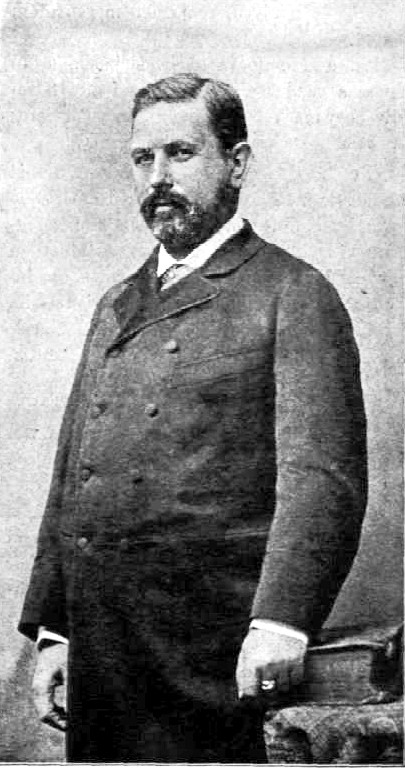
Károly Hieronymi

Károly Hieronymi (Boeda, 1 oktober 1836 – Boedapest, 4 mei 1911) was een Hongaars ingenieur en politicus, die van 1892 tot 1895 minister van Binnenlandse Zaken was.
Hij was een aanhanger van de voormalige premier Kálmán Tisza. Hij was minister van Handel in de regering-István Tisza I en in die hoedanigheid moderniseerde hij de spoordiensten en nationaliseerde hij de spoorlijnen Boedapest-Pécs, Duna-Dráva en Zagreb-Karlovac voor de Magyar Államvasutak (MÁV), de Hongaarse staatsspoorwegmaatschappij.